# Les Amours d'Anaïs
Pour plus de détails, voir Fiche technique et Distribution.
Les Amours d'Anaïs est un film français réalisé par Charline Bourgeois-Tacquet et sorti en 2021.

## Synopsis
Anaïs, la trentaine, est étudiante en thèse et vit à cent à l'heure. Entre Raoul, son ex-petit ami, et Daniel, son amant, homme marié d'âge mûr qu'elle rencontre lors d'une soirée, ses problèmes domestiques et la recherche de petits boulots, elle tombe amoureuse d'Émilie, écrivaine et épouse de Daniel,,.

## Fiche technique
Sauf indication contraire, les informations mentionnées dans cette section peuvent être confirmées par la base de données cinématographiques IMDb,  présente dans la section « Liens externes ».
- Titre : Les Amours d'Anaïs
- Scénario et réalisation : Charline Bourgeois-Tacquet
- Musique : Nicola Piovani
- Image : Noé Bach
- Montage : Chantal Hymans
- Décors : Pascale Consigny
- Production : Igor Auzépy, Stéphane Demoustier, Philippe Martin, Olivier Père, David Thion
- Société de production : Les Films Pelléas
- Société de distribution : Haut et Court
- Pays de production :  France
- Genre : comédie dramatique
- Durée : 98 minutes
- Date de sortie :
  - France : 15 septembre 2021

## Distribution
- Anaïs Demoustier : Anaïs
- Valeria Bruni Tedeschi : Émilie
- Denis Podalydès : Daniel Moreau-Babin
- Christophe Montenez : Raoul
- Jean-Charles Clichet : Yoann, l'homme à tout faire du château
- Xavier Guelfi : Balthazar, le frère d'Anaïs
- Anne Canovas : la mère d'Anaïs
- Bruno Todeschini : le père d'Anaïs
- Marie-Armelle Deguy : la propriétaire de l'appartement d'Anaïs
- Grégoire Oestermann : le directeur de thèse d'Anaïs
- Annie Mercier : Odile, la propriétaire du château
- Seong-Young Kim : le touriste coréen
- Estelle Cheon : la touriste coréenne

## Production

### Intentions de départ
Le personnage d'Anaïs ne se pose pas de questions sur sa sexualité. Lorsqu'elle ressent du désir pour quelqu'un, peu importe son genre, elle fonce. Ainsi, selon Charline Bourgeois-Tacquet, « il fallait que la question de l'orientation sexuelle n'en soit pas une et que le personnage ne se la pose jamais. Parce que la seule chose qui guide Anaïs, c'est son désir. […] Elle se laisse emporter par ses pulsions et ses envies. Je trouvais ça beau qu'elle aille jusqu'au bout sans se poser de questions. »

### Lieux de tournage

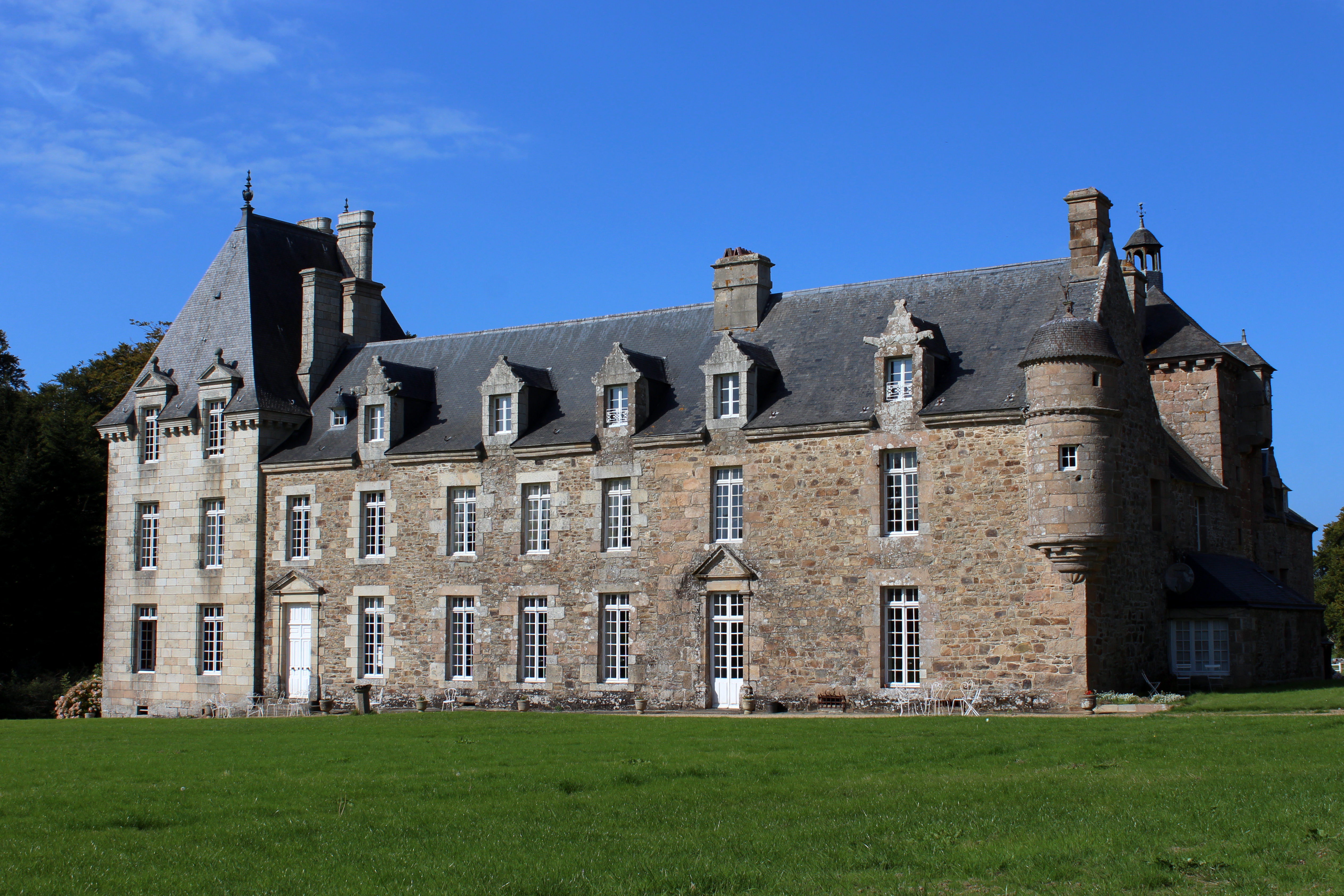
Le château de Kerduel, dans les Côtes-d'Armor, où ont été tournées les scènes du séminaire de littérature.

Le film a été tourné à Paris et en Bretagne, notamment sur la plage de Mez an aod à Beg léguer à Lannion, à la polyclinique du Trégor, au château de Kerduel à Pleumeur-Bodou et à la gare de Guingamp.

### Référence littéraire
Anaïs et Emilie ont toutes les deux développé une passion pour le roman de Marguerite Duras, Le Ravissement de Lol V. Stein. La première l'a offert à sa mère ; la seconde a gardé l'exemplaire annoté et numéroté que sa professeur de lettres du lycée lui avait prêté.

## Réception critique
Sauf indication contraire, les informations mentionnées dans cette section peuvent être confirmées par la base de données cinématographiques Allociné,  présente dans la section « Liens externes ».
Pour Olivier De Bruyn, dans Marianne, 

« Dans la lignée d’Éric Rohmer et d'Emmanuel Mouret, mais avec un ton farouchement personnel, la cinéaste slalome avec élégance entre fantaisie, sensualité et mélancolie dans ce premier film qui ne cesse de gagner en intensité au fil des minutes. »

Olivia Cooper-Hadjian, dans les Cahiers du cinéma écrit : 

« Les Amours d'Anaïs traite des contrastes entre les différents âges de la vie, et pour le figurer, la cinéaste tire le meilleur parti de ses interprètes. De Denis Podalydès et Valeria Bruni Tedeschi, elle retient la langueur apaisée de ceux qui n'ont plus à s'en faire. D'Anaïs Demoustier, particulièrement habitée, elle exploite pleinement la silhouette aérienne (…). »

Pour David Fontaine, dans Le Canard enchaîné, 

« Pour son premier long métrage, Charline Bourgeois-Tacquet donne une comédie sentimentale qui débute comme une fantaisie légère et rythmée, et qui gagne en profondeur crescendo, jusqu'à plonger dans les vertiges d'un amour naissant. »